# Чит-код
Чит-код (англ. cheat code — «код для обмана»), или чит, — последовательность букв, цифр или нажатий клавиш, которая используется в компьютерных играх для добавления чего-либо полезного, но при этом не документирована.
Последовательности чит-кодов запрограммированы в коде компьютерной игры, при этом они могут быть как добавлены разработчиками для отладки и не удалены при выпуске игры, так и добавлены отдельно как «пасхальные яйца».
Чит-коды могут быть как функциональными — помогающими игроку в прохождении игры — так и развлекательными. Они весьма разнообразны: некоторые делают игрока неуязвимым или устраняют всех врагов с уровня, а другие — добавляют все доступные объекты одновременно или новые интересные объекты, недоступные при игре без чит-кодов.

Последовательность нажатия кнопок, составляющая код Konami — один из наиболее известных чит-кодов.

Одним из наиболее известных чит-кодов является код Konami, впервые появившийся в 1986 году и использовавшийся во многих играх одноимённой компании. Его популярность уменьшила стигматизированность чит-кодов, однако и сейчас их использование обычно считается несколько нечестным.
Чит-коды нередко остаются в однопользовательских играх, но обычно их отключают или удаляют из многопользовательских игр, чтобы не давать одним игрокам несправедливое преимущество перед другими.
Разработчики игр создают и внедряют читы в код игры, чтобы тестирование геймплея осуществлялось проще. Например, QA-отдел команды тестирует босса на восьмом уровне игры. Было бы очень сложно проверять поведение босса, боевую систему, если бы нужно было каждый раз проходить всю игру до 8-го уровня. Поэтому программисты внедряют код, который перенесёт игрового персонажа прямо к боссу.